# HORN AGAIN
『HORN AGAIN』（ホーン アゲイン）は日本のロックバンド、the pillowsの17枚目のアルバム。

## 概要
前作『OOPARTS』から1年3ヶ月ぶりとなるアルバム。シングル「Movement」を収録。また先行シングル「Rodeo star mate」は未収録となっているが、代わりにカップリング曲「Sad Fad Love」が収録されている。

タイトルは“ツノよ再び”という意味であり、行きたいところに向かうまでに障害物やアゲインストなものがあっても、ケガなどものともせず、自分の目標に向けて突き進むという意味が込められている。

アルバム楽曲の制作は「Movement」を核として行われたが、「EMERALD CITY」や「Lily, my sun」は5～6年前に既にメロディーが作られていたものである。また、後に会場限定シングルとなる「TABASCO DISCO」は本作に収録予定だったが、アルバム全体のシリアスな雰囲気にそぐわないために外され、代わりに「Biography」が制作された。

## 収録曲
作詞・作曲：山中さわお（全曲）
1. Limp tomorrow （4:42）
2. Give me up! （2:32）
3. Movement （3:56）
4. Lily, my sun （4:44）
5. Biography （3:26）
6. Sad Fad Love （3:47）
7. Nobody Knows What Blooms （3:35）
8. EMERALD CITY （3:02）
9. Brilliant Crown （5:41）
10. Doggie Howl （2:42）

## DVD（初回限定版のみ）
1. Doggie Howl (Video Clip)

## 演奏
- 鈴木淳：Bass
- 志賀千恵子：Cello (#9)
- 真鍋吉明：Programming